# Casa de Ligne

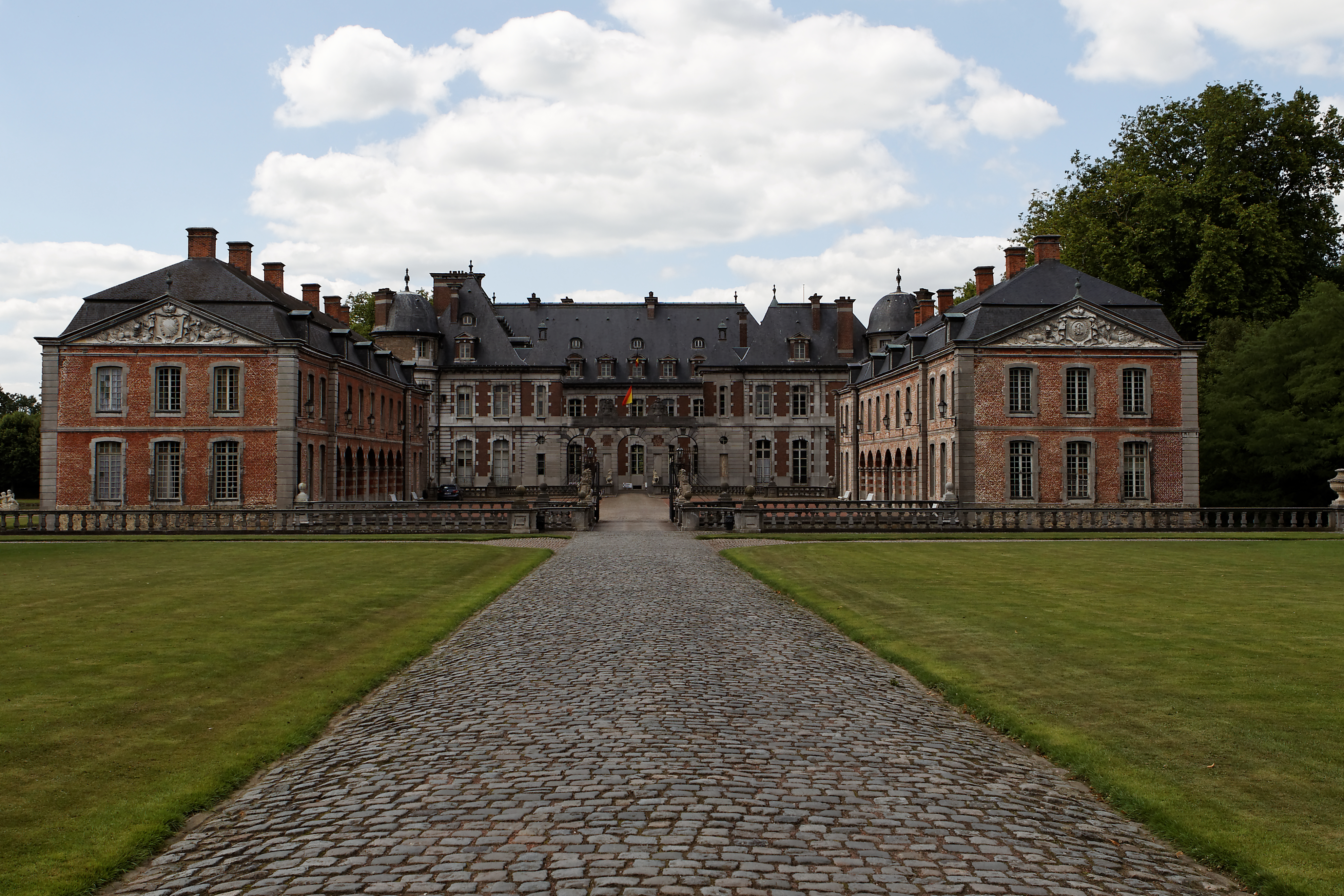
Château de Belœil

A Príncipesca Casa de Ligne é uma das mais antigas famílias nobres da Bélgica, que remonta ao século XI, que também são os proprietários do Castelo de Beloeil. O nome da família vem da aldeia na qual se originou, entre Ath e Tournai. Atualmente, o chefe da Casa de Ligne é Miguel, 14.º Príncipe de Ligne.

## História
Os senhores da Ligne pertenciam a comitiva do Conde de Hainaut, no tempo das Cruzadas. Com a batalha de Bouvines, em 1214, eles foram descritos como "grande nome e homens de honra" pelos cronistas do tempo.
A ascensão a Nobreza iniciou-se quando se tornaram barões no século XII, condes de Fauquemberg e príncipes de Épinoy no século XVI, em seguida, príncipes de Amblise em 1608. A família tornou-se Conde Imperial em 18 de dezembro de 1544, em seguida, Lamoral I recebeu do Imperador Rodolfo II, o título de Príncipe do sacro Império Romano, como o Príncipe de Ligne , em 20 de Março de 1601, para todos os seus descendentes agnáticos, tanto masculino quanto feminino.
A Indenização por perda do Condado Imperial de Ligne (Fagnolles, desde que o baronado tornou-se sede do conselho, em 1789) como resultado da Paz de Lunéville consistiu na substituição da secularizada Abadia Imperial de Edelstetten, com um voto garantido no Imperial Colégio dos Príncipes, em 1803. Tal principado foi, no entanto, vendido ao Príncipe Nikolaus Esterházy em 22 de Maio de 1804, antes da abolição do Santo Império Romano, que Edelstetten tinha sido uma constituinte do estado Imperial, em 1806.
O estilo de Alteza foi confirmado por todos os membros existentes da família, em 31 de Maio de 1923, e os títulos de Príncipe d'Amblise e Príncipe d'Epinoy reconhecidos para o chefe da casa no dia 22 de outubro do mesmo ano pela Coroa Belga.
Houve ramos cadetes desta casa: Barbançon, Barbançon-Aremberga, Moy, Ham e Aremberga, La Trémoïlle.

## Abades e abadessas
Dentro desta família, eram os seguintes os abades e abadessas:
- Gérard de Ligne (†1270) Abade de Cambrai
- Mahaut de Ligne (c. 1275) Abadessa d'Epinlieu
- Maria de Ligne (c. 1500) Abadessa de Mons
- Maria de Ligne (c. 1550) Abadessa de Cambrai
- Catherine de Ligne (†1581) Abadessa de Espinho (La Thure)

## Alianças matrimoniais

### Ligações à Nobreza ibérica (Século XVII)
A Casa de Ligne, com origem nos Países Baixos espanhóis, eram súbditos do rei Filipe IV de Espanha; os príncipes de Ligne foram feitos Grandes de Espanha e Cavaleiros da Ordem do Tosão de Ouro (1648). 
O príncipe Cláudio Lamoral I de Ligne (1618-1679) foi embaixador do rei Filipe IV de Espanha junto de Carlos II de Inglaterra e, mais tarde, ocupou os cargos de Vice-rei da Sicília (1670-1674) e Governador de Milão (1674-1678). O seu prestígio era imenso e três dos seus filhos realizaram vantajosas alianças matrimoniais com a nobreza ibérica:
- Henrique Luís (Henri Louis) (1644-1702), que sucedeu ao pai como 4º Príncipe de Ligne e do Sacro Império, casou em 1677 com a nobre de origem aragonesa Joana Francisca Folch de Cardona, filha do Duque de Segorbe;
- Clara Luísa[4] (Claire Louise) (m. 1684), que casou por duas vezes:
  - em 1664 com o nobre português D. Raimundo de Lencastre, 4.º Duque de Aveiro, exilado em Madrid[5], morto em 1666, sem geração;
  - em 1666 com o nobre castelhano Íñigo Vélez de Guevara, 10º Conde de Oñate, com geração.
- Carlos José (Charles Joseph) (1661-1713), que se veio a casar em 1684 com D. Mariana de Sousa, Marquesa de Arronches, tornando-se assim Marquês consorte de Arronches e Conde consorte de Miranda do Corvo. Deste casamento descente a Casa Ducal de Lafões.

### Ligações aos Orléans e Bragança (Século XX)
Em 26 de setembro de 1981, Cristina de Ligne casou-se com D. Antônio João de Orléans e Bragança, filho do pretendente ao trono brasileiro D. Pedro Henrique de Orléans e Bragança e da princesa Maria Isabel da Baviera, e irmão do atual chefe da Casa Imperial Brasileira, D. Bertrand de Orléans e Bragança. Eles, que são primos distantes, se conheceram em Munique no ano de 1980. O casal teve quatro filhos:
1. D. Pedro Luís de Orléans e Bragança — nascido no Rio de Janeiro em 1983. Era o quarto na linha de sucessão, até seu desaparecimento no acidente do voo 447 da Air France, no dia 31 de maio de 2009, cedendo esta posição ao seu irmão mais novo, Rafael;
2. D.ª Amélia Maria de Fátima de Orléans e Bragança — nascida em Bruxelas, Bélgica, em 1984;
3. D. Rafael Antônio de Orléans e Bragança — nascido no Rio de Janeiro em 1986. Era o quinto na linha de sucessão, assumindo o quarto lugar após o desaparecimento de seu irmão mais velho, Pedro Luís;
4. D.ª Maria Gabriela de Orléans e Bragança — nascida no Rio de Janeiro em 1989. É a quinta na linha de sucessão.

Em 10 de março de 1981, na Igreja de Nossa Senhora da Glória do Outeiro, Rio de Janeiro, Miguel de Ligne casou-se com D.ª Eleonora de Orléans e Bragança, filha de D. Pedro Henrique (1909-1981), então chefe da Casa Imperial dos Orléans e Bragança, e de sua esposa, a princesa Maria Isabel da Baviera (1914-2011). O casal tem dois filhos:
1. Alice Maria de Ligne, nascida em 3 de julho de 1984 Alice casou-se com o conde Guillaume de Dampierre, em 18 de junho de 2016 no Castelo de Beloeil;
2. Henrique Antônio de Ligne, nascido em 3 de março de 1989.

## Brasões da Casa de Ligne
O brasão de armas da família é um brasão com estilo heráldico.

Escudo heráldico da Casa de Ligne
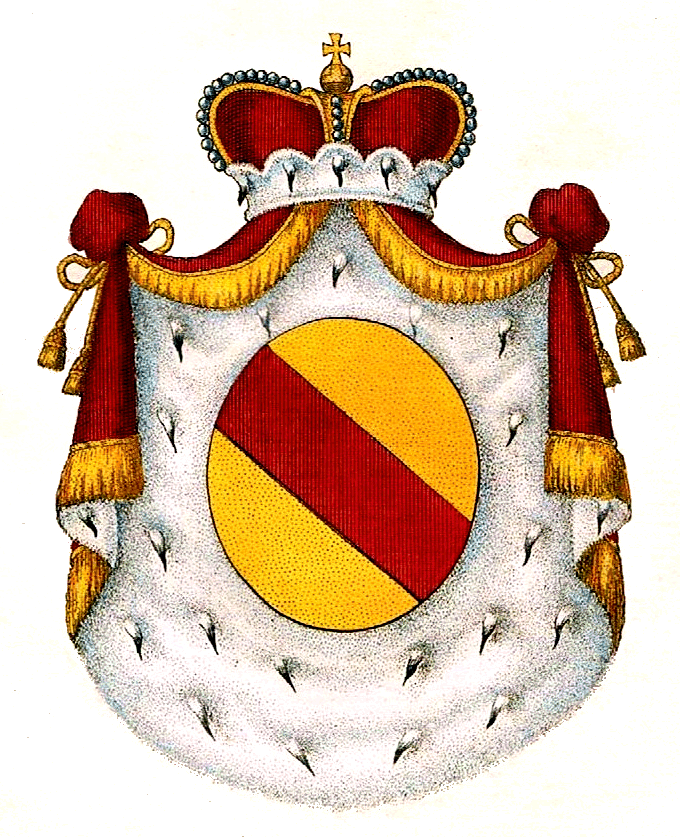
Armas com a coroa e manto principescos.
Armas dos ramo de Barbançon
Armas do ramo Ham
Armas do ramo Moÿ
Armas do ramo Trémoïlle

## Leitura complementar
- Herpin, Clara Adèle Luce (1887). Memoirs of the Princesse de Ligne. [S.l.]: R. Bentley. ASIN B00085JKTO

## Ligações Externas
- European Heraldry page;
- Eupedia.com page;
- (em francês) Héraldique européenne;
- membres.lycos.fr;
- (em inglês) Genealogia da Casa de Ligne (euweb.cz).